# Jadwiga Krawczyk-Halicka
Jadwiga Krawczyk–Halicka (ur. 14 lipca 1932 w Krakowie, zm. 16 sierpnia 2024) – polska malarka i graficzka, członek ZPAP, twórca ekslibrisów. 
W 1963 ukończyła Państwową Wyższą Szkołę Sztuk Plastycznych, gdzie otrzymała dyplom z wyróżnieniem. Urodziła się 14 lipca 1932 r. w Krakowie. Od lat 50. mieszka we Wrocławiu. Jeszcze przed rozpoczęciem studiów podjęła pracę nauczycielską we wrocławskich szkołach średnich, kształcąc młodzież w zakresie kreacji artystycznej i historii sztuki, co robiła do 1976. W 1968 r., wspólnie z Januszem Halickim, była współzałożycielką Galerii „Kwartał”, zaś rok później tworzyła pierwszy zespół Grupy Grafików Wrocławskich „RYS”. Jadwiga Krawczyk–Halicka była autorką jednych z pierwszych kineform w latach 60. i 70., które integrowały interdyscyplinarne dziedziny sztuki. Jest też autorką nielicznych ekslibrisów linorytniczych. Brała udział w 143 wystawach krajowych i zagranicznych, z których większość to wystawy malarstwa. Swoje ekslibrisy z kolei prezentowała na wystawach  w Rzeszowie (1977), Wrocławiu (1977, 1978), w Eberswald (1978), Lugano(1978), Środzie Śląskiej (1978), Bolesławcu (1978) i Malborku (1980). 
Zmarła 16 sierpnia 2024 roku i została pochowana 24 sierpnia na cmentarzu Grabiszyńskim we Wrocławiu. 

## Źródła
1. ↑  https://groby.cui.wroclaw.pl/